# Nikolaj Krjukov
Nikolaj Vjatjeslavovitj Krjukov (ryska: Николай Вячеславович Крюков), född den 11 november 1978 i Voronezj i Ryska SFSR i Sovjetunionen (nu Ryssland), är en rysk före detta gymnast.
Krjukov tog OS-guld i lagmångkampen vid de olympiska gymnastiktävlingarna 1996 i Atlanta.
Han tog även OS-brons i lagmångkampen vid de olympiska gymnastiktävlingarna 2000 i Sydney.